# Хьюстонский трамвай
Хьюстонский трамвай (англ. Metrorail, МФА: [ˌmɛtɹə(ʊ)ˈɹeɪl]) — уличная система легкорельсового транспорта — скоростного трамвая в Хьюстоне (штат Техас, США).
Система состоит из 3 линий общей протяжённостью в 36,5 км и 39 станций. Открыта 1 января 2004 года. Система управляется компанией METRO, которая также управляет автобусным городским и пригородным сообщением в Хьюстоне.

## История
История идеи трамвайного движения начинается ещё с 1973 года, когда на референдуме жители отвергли план создания в городе компании, которая должна отвечать за общественный транспорт. Но спустя пять лет в городе всё же была создана компания METRO, отвечающая за пассажирские перевозки, а ещё через год, в 1979 году, было открыто автобусное движение. Обсуждение проекта по созданию в городе системы скоростного трамвая началось ещё в 1980-х годах. В начале 1980-х годов рассматривалась линия из даунтауна в пригороды через юго-запад города, однако на референдуме 11 июня 1983 года жители города отвергли такой план. Позже стал разрабатываться другой проект, на референдуме 1988 года избиратели поддержали проект развития общественного транспорта, который включал и появление скоростной трамвайной системы протяжённостью 37,7 км. Во время предвыборной кампании на выборах мэра 1989 года директор METRO Боб Ланье заявил, что кандидат Фред Хофхайнц не поддерживает планы по созданию трамвайной системы. В результате этих выборов на пятый срок была переизбрана Кэтрин Уитмайр, которая поддерживала эти планы, но ничего не сделала для их осуществления. В 1991 году член Палаты представителей США Том Дилей лишил проект возможности выделения из бюджета $65 млн на строительство, считая, что развитие автобусной системы города будет более рентабельным. Ещё одним противником плана являлся и сам Боб Ланье, избранный мэром Хьюстона в 1992 году. $500 млн, которые могли пойти на строительство трамвая, были потрачены на полицию и реконструкцию дорог.
В 1990-е годы происходил отток населения из центра города на окраины, необходимость создания трамвайной системы оставалась. В то же время план строительства трамвайной системы составлялся с учётом только местного финансирования, длина линии должна была составлять теперь 20,6 км, а не как раньше — 37,7 км. В последние годы перед строительством системы назрела неблагоприятная экологическая ситуация: общественный транспорт был представлен только автобусами, а Хьюстон вышел на второе место после Лос-Анджелеса по загрязнённости воздуха. Проект уже на протяжении 30 лет вызывал множество споров по поводу финансирования и о пользе городу. К августу 1999 года был завершён инвестиционный анализ, а через месяц METRO утвердила строительство системы. В январе 2000 года началась разработка проекта стоимостью $324 млн. В 2001 году несколько групп граждан предъявили иск против начала строительства, утверждая, что официальные органы, призванные отвечать за работу общественного транспорта, занимаются «частным бизнесом». В январе 2001 года был вынесен приговор в пользу истцов, обжалованный в апелляционном суде 9 марта.
Строительство системы скоростного трамвая началось 13 марта 2001 года. В июле того же года обсуждались названия 16-ти станций. В ноябре 2003 года строительство близилось к концу, и началось тестирование системы. Тогда же произошла первая авария. Торжественное открытие скоростного трамвая произошло 1 января 2004 года, мэр Хьюстона Ли Браун сам управлял первым трамвайным поездом. Стоимость проекта составила $324 млн.
В июле 2009 года строительная компания Parsons Corporation приступила к реализации второго этапа развития трамвайной системы: расширение Северной и строительство Юго-восточной и Ист-Энд линий. 21 декабря 2013 года был открыт новый участок Северной линии, состоящий из 8 станций, на строительство которого было потрачено $756 млн. 23 мая 2015 года открылись Юго-восточная и Ист-Энд линии (11 и 7 станций соотвестственно). Стоимость строительства этих двух линий составила $1,4 млрд ($823 млн — Юго-восточная, $587 млн — Ист-Энд). 11 января 2017 года были полностью завершены работы на линии Ист-Энд, когда была открыта эстакада с двумя дополнительными станциями, стоимость которой составила $30 млн. В августе 2020 года была открыта первая линия скоростного автобуса METRORapid Silver Line стоимостью в $192,5 млн, которую обслуживают 10 станций и 14 автобусов. Первоначально была запланирована трамвайная линия, но позже проект был модифицирован в пользу автобуса, в системе скоростного трамвая данная автобусная линия не учитывается.

## Перспективы
Согласно плану развития общественного транспорта Хьюстона 2003 года, предполагается дальнейшее развитие трамвайной системы, в котором предусмотрено четыре этапа развития. На настоящий момент закончен первый (открытие Северной линии) и часть второго этапа (продление Северной и строительство линий Юго-восточной и Ист-Энд). Также планируется построить линии Аптаун и Юниверсити, входящие во второй этап. Третий этап будет включать продление построенных линий во втором этапе: Северная будет продлена до аэропорта Хьюстон Интерконтинентал, Ист-Энд до аэропорта имени Хобби, будут построены некоторые другие линии. После завершения строительства третьего этапа протяжённость системы составит 104,3 км и будет насчитывать 54 станций. Четвёртый этап запланирован на далёкое будущее, планируется, что линии протянутся вдоль важных трасс: Уэстпарк Толуэй, Томбал Паркуэй, Interstate 45 и Interstate 10.

## Пользование и управление
Стоимость поездки составляет 1,25 $. Действует скидка для школьников, студентов, пенсионеров и инвалидов: стоимость поездки — 0,60 $. Для людей старше 70 лет действует бесплатный проезд. Существует два вида электронных карт: «METRO Q» и «METRO Day Pass». «METRO Q» позволяет в любое время оплачивать проезд и даёт доступ к бесплатным пересадкам на транспорт в течение трёх часов, а за 50 оплаченных поездок по карте даётся бонус в виде 5 бесплатных поездок. «METRO Day Pass» — карта, стоимостью 3 $, которая действует один день и позволяет пользоваться транспортом бесплатно в неограниченном количестве в течение дня. Неуплата за проезд и нарушение общественного порядка (распитие алкоголя, курение табака, нахождение в нетрезвом состоянии, разбои, азартные игры, мелкое воровство — проступки класса C) грозят штрафом до 500 $.
Скоростной трамвай работает каждый день. В будние дни система работает с 4:30 утра до 0:30 ночи, в субботу и воскресенье с 5:30 утра до 0:30 ночи. Интервал движения составов: утром, днём и вечером — 6 минут, поздним вечером — 15 минут.
Система управляется компанией METRO, директором которой является Джордж Грениас. За диспетчирование системы отвечает «Хьюстон Транстар», которое является партнёрством четырёх правительственных учреждений, несущих ответственность за оперативную информацию по чрезвычайным обстоятельствам в Хьюстоне.

## Инфраструктура и пассажиропоток
Трамвайная система насчитывает три линии и 37 станций. Расстояние между станциями в среднем составляет 800 метров. Северная линия скоростного трамвая проходит через важные объекты города: университет Райса, Техасский медицинский центр, Релиант Астродом, Даунтаун Хьюстона. Конечными станциями являются Northline Transit Center (на севере) и Fannin South (на юге). После конечной станции Fannin South составы могут развернуться на кольце и продолжить путь, либо заехать в техническое здание. Также здесь располагается операционный центр для технического обслуживания подвижного состава. Перед станцией UH-Downtown находится оборотный тупик. Юго-восточная и Ист-Энд линии служат в качестве альтернативы загруженных трасс Interstate 45 и Interstate 59.
Дизайн станций разработан компанией HOK. На станциях имеются скамейки, урны для мусора, есть стеклянные полупрозрачные крыши. Дизайнеры хотели передать прошлое Хьюстона, но в то же время, чтобы станции гармонично входили в городской пейзаж. Между станциями Main Street Square и Bell рельсы проходят по водному ландшафту. Помимо водного ландшафта, есть и фонтаны, высота которых может достигать 12 метров. Эту территорию благоустроили к дате открытия скоростного трамвая.
Рядом с остановкой «Fannin South» располагается парковка. Цена за разовое использование — $ 3, можно оформить услугу на месячное пользование парковкой, её цена — $ 40. Инвалиды имеют возможность пользоваться скоростным трамваем, так как вагоны низкопольные. Также даются объявления не только на английском, но ещё и на испанском языках.
|                                 |  |                              |  |                 |
| Станция Downtown Transit Center |  | Конечная станция UH-Downtown |  | Водный ландшафт |

Система может обслуживать до 8000 человек в час в одном направлении. Среднесуточный пассажиропоток в первом квартале 2018 года составил 60 600 человек, тем самым хьюстонский трамвай занимает 10 место среди других трамвайных систем США по пассажиропотоку. Всего в 2017 году было перевезено 22,05 млн пассажиров. Подробная статистика по кварталам (тыс. человек):
| Статистика      |       |        |        |        |       |       |        |       |       |        |        |       |       |       |      |
| Квартал         | 2004  | 2005   | 2006   | 2007   | 2008  | 2009  | 2010   | 2011  | 2012  | 2013   | 2014   | 2015  | 2016  | 2017  | 2018 |
| Первый          | 17,7  | 32,6   | 36,3   | 37,8   | 39,8  | 38,8  | 35,1   | 34,8  | 37,4  | 41,5   | 42,6   | 46,4  | 59,3  | 60,2  | 59   |
| Второй          | 18,3  | 34,2   | 37,8   | 39,6   | 39,5  | 38,8  | 34,6   | 35,7  | 37,4  | 37.5   | 43,9   | 49,0  | 58    | 60,7  | 60,6 |
| Третий          | 30,4  | 37,2   | 40,0   | 41,7   | 40,2  | 31,1  | 35,0   | 36,6  | 38,8  | 38,3   | 45,7   | 57,8  | 59,1  | 59,7  |      |
| Четвёртый       | 30,6  | 36,7   | 37,2   | 40,0   | 39,3  | 36,3  | 34,6   | 36,1  | 37,4  | 38,3   | 45,3   | 60,6  | 56,6  | 61,1  |      |
| Среднеe (тыс.): | 24,25 | 35,18  | 37,825 | 39,775 | 39,7  | 36,25 | 34,825 | 35,8  | 37,75 | 38,9   | 44,375 | 53,45 | 58,25 | 60,42 |      |
| За год (млн):   | 8,89  | 12,845 | 13,81  | 14,52  | 14,53 | 13,22 | 12,71  | 13,07 | 13,82 | 14,195 | 16,20  | 19,53 | 21,32 | 22,05 |      |
| --------------- | ----- | ------ | ------ | ------ | ----- | ----- | ------ | ----- | ----- | ------ | ------ | ----- | ----- | ----- | ---- |

## Подвижной состав
Парк подвижного состава состоит из 76 многосекционных трамвайных поездов. Первые 18 поездов модели Siemens Avanto S70 были поставлены за $118 млн в 2003 году для запуска первой линии. Для работы новых линий в 2012 году были поставлены 19 аналогичных вагонов Siemens Avanto S70 за $83 млн, а в начале 2015 года — 39 вагонов компании Construcciones y Auxiliar de Ferrocarriles за $153 млн.
Поезда имеют длину 29 метров, 4 двери, 72 сидячих и 241 стоячее место. Скорость движения вагонов может достигать 30 метров в секунду. После завершения строительства всех линий системы планируется одновременное обращение 105 составов.
Согласно заявлениям руководства компании METRORail в лице Кристофа Спиелера от июля 2010 года, все составы в будущем планируется снабдить площадками для велосипедов. Аналогичные площадки уже имеются в некоторых автобусах Хьюстона.
|                               |  |                                   |  |                                                         |  |                               |  |                                                    |
| Состав подъезжает к даунтауну |  | Состав на станции Museum District |  | Состав на улице Мэйн-стрит                              |  | Состав вблизи                 |  | Внутри вагона                                      |
|                               |  |                                   |  |                                                         |  |                               |  |                                                    |
| Состав на улице Мэйн-стрит    |  | Внутри CAF Urbos LRV              |  | Состав на конечной станции Northline Transit Center/HCC |  | Состав на трамвайной эстакаде |  | Состав проезжает переезд, оборудованный шлагбаумом |

## Критика и споры

### Дорожно-транспортные происшествия
Система скоростного трамвая не раз подвергалась критике из-за большого количества дорожных аварий, в которых участвовали составы. Среднее количество аварий за первое полугодие 2004 года составляло 11 на 1 милю в год, при том, что среднее количество аварий для подобных систем в мире — 0,55 на 1 милю на то время. В связи с этим критики именовали и продолжают именовать систему двумя прозвищами: «Трамвай опасности» и «Опасный поезд». Компания МЕТRО установила дополнительные светофоры, дорожные знаки, чтобы уменьшилось количество аварий. В результате количество аварий к августу 2005 года снизилось на четверть, всего к этому времени произошло 100 аварий.
METRO и полиция Хьюстона возлагают вину на водителей, которые продолжают движение на красный свет. Одна из причин аварий в центре города — неправильное регулирование движения, а аварий у Техасского медицинского центра — незаконные повороты автотранспорта. Социологи и исследования Стивена Клинберга утверждают, что высокий показатель аварий связан с большим количеством машин и низким процентом пешеходов. Всего на октябрь 2011 года произошла 351 авария с момента существования системы.

### Закон «Buy American Act»
Федеральная администрация по пассажирским перевозкам занималась расследованием планируемой покупки компании METRO новых вагонов у испанской компании Construcciones y Auxiliar de Ferrocarriles (CAF). Дело в том, что эта покупка нарушила бы закон «Buy American Act»: финансируемые правительством проекты общественного транспорта могут закупать только отечественный транспорт. Если бы METRO нарушила правило, то выделение $900 млн правительством могло быть отменено. METRO заявляла, заказ у CAF на поставку двух вагонов является отдельным от заказа на закуп 103 отечественных вагонов. Однако управление не согласилось с ответом, заявив, что контракт был составной частью более общего контракта, и главной проблемой является полное подчинение METRO правилам. В апреле 2010 года управление хотело получить ответ от директора METRO Фрэнка Уилсона по вопросу о поставщике вагонов, ответил ли он — неизвестно. Позже METRO утверждала, что тот заказ не нарушал правил. Через два месяца управление поручило METRO воздержаться от покупки вагонов. Согласно письмам компании METRO, отправленными в Siemens, в январе 2009 года, было обсуждение о покупке 29 новых трамвайных вагонов, но глава компании METRO Фрэнк Уилсон позднее стал избегать обсуждение. 8 сентября 2010 года управление объявило, что при планировании расширения трамвайной системы были нарушены правила, заявляя, что METRO должна согласовать план расширения с управлением, чтобы получить $900 млн. Позже METRO объявила, что запуск новых линий откладывается на год. CAF заявляла, что решение управления было основано на неточной информации, и обратилась к ней, чтобы оно пересмотрела своё решение. Управление же пригрозило судебным иском METRO, если последний продолжит данную деятельность, в METRO пришли к выводу, что тяжба в суде возможна. В сентябре 2011 года METRO согласилась на закупку 39 трамвайных поездов у CAF USA (дочерняя компания CAF) по новому договору, который соответствует закону «Buy American Act» и правилам, установленным управлением. В декабре 2011 года управление выделило $900 млн на строительство трамвайной системы.

### Аварии
В сентябре 2008 году из-за урагана Айк было прервано трамвайное движение в Хьюстоне. Сам ураган нанёс большой ущерб городу. Трамвайное движение восстановлено 18 сентября 2008 года.
В сентябре 2011 года штормовой погодой были повреждены контактные провода, и движение прервалось. Позже работа системы возобновилась.
За всю историю существования системы 5 раз составы сходили с рельсов.

### Прочее
При изъятии у владельцев земельных участков для постройки на них рельсовой дороги иногда возникали споры по поводу этих земель, которые разрешались путём переговоров или в судах.
В ноябре 2007 года телеканал KPRC-TV рассказал в своём репортаже о том, что METRO иногда не обращает внимание на инвалидов, в результате чего один раз зажало в дверях инвалида. По словам телеканала, после трёх лет жалоб сделано почти ничего не было.
В феврале 2010 года METRO было предъявлено обвинение в уничтожении документов. В результате началось расследование прокуратурой округа Харрис, сопровождаемое изъятием документов следователями. Через месяц мэр Хьюстона Эннис Паркер сменила пятерых членов METRO. Глава METRO Фрэнк Уилсон ушёл в отставку в мае 2010 года, дело было раскрыто к июню 2010 года. 27 июля 2010 года с METRO были сняты все обвинения в каких-либо неправомерных действиях. Однако Эннис Паркер просила дальнейшего расследования, которое показало, что не было отчётов и решений заседаний комитетов METRO. Майкл Рид утверждал, что финансовое состояние METRO ухудшилось за время правления Фрэнка Уилсона.
Были сделаны заявления, что METRO лгала о своём доходе для того, чтобы получить $900 млн из федерального уровня. Однако городские власти не нашли ничего подозрительного, но Федеральная транзитная администрация отодвигала вопрос о выделении денег, пока данные о доходах METRO не были подтверждены ещё раз.